# Bannimukkodlu, Kanakapura
Bannimukkodlu là một làng thuộc tehsil Kanakapura, huyện Ramanagara, bang Karnataka, Ấn Độ.